# Hegedűs a háztetőn (musical)
A Hegedűs a háztetőn című musical zeneszerzője Jerry Bock, szövegírója Sheldon Harnick, a forgatókönyv írója Joseph Stein. A történet 1905-ben játszódik az Orosz Birodalomban. Alapját Sólem Aléchem: Tóbiás, a tejesember (Tevje der milhiger) című novelláskötete adta. A történet középpontjában Tevje, az apa és öt lányának élete áll, hogyan próbál a családfő ragaszkodni a zsidó valláshoz, hagyományokhoz miközben különböző megpróbáltatások érik a család életét. Harcokat kell vívnia első sorban a lányaival, akik szerelemből szeretnének házasodni, de mindegyikük férje egyre távolabb esik a zsidó hit határaitól és örökségétől, és a cár rendeletével, amely alapján száműzik a zsidókat a faluból.

## A musical története
1964. szeptember 22-én mutatták be nagy sikerrel a New York-i Broadwayn, az Imperial Theater színpadán a Sólem Aléchem regényéből adaptált, Joseph Stein által színpadra írt musicalt, Jerry Bock zenéjével, Sheldon Harnick szövegkönyvével, és Zero Mostel főszereplésével. 1966. december 21-én, Anatevka címen adták elő először európai színpadon, Amszterdamban, majd Londonban is a musicalt, 1967-ben pedig Tokióban is nagy sikerrel játszották. A musical több mint négy évtizede sikerrel jelenik meg a világ színpadain, New Yorkban és Londonban is folyamatosan játsszák.

## Magyar bemutatók
A darabot Magyarországon először 1973. február 9-én mutatta be a Fővárosi Operettszínház, Vámos László rendezésében, a dalszövegeket G. Dénes György, a prózai részeket Reményi Gyenes István fordította. A főszerepet Bessenyei Ferenc játszotta, akinek élete egyik leghíresebb, legemlékezetesebb alakítása volt ez. A bemutató nagy sikert aratott, viszont 75 előadás után, 1974 nyarának elején a darabot betiltották. A betiltás okait nem lehet pontosan tudni. Az ezt követő években Bessenyei sem adhatta elő a legendás számokat, egészen a hetvenes évek végéig.
A musicalt ezt követően tizenegy évig egy színház sem játszotta Magyarországon, míg 1985-ben felújították az előadást és újra bemutatásra került az Operettszínházban, ugyanazzal a szereposztással és ismét hatalmas siker lett. Az 1985-ös előadást a Magyar Televízió is rögzítette és sugározta.
Ezután a vidéki színházak is sorra mutatták be a musicalt. Több neves színész is eljátszotta azóta Tevje szerepét: Helyey László, Huszti Péter, Gregor József, Kulka János, Reviczky Gábor, Hegedűs D. Géza, Stohl András, Görög László. Hofi Gézának egyetlen igazi színpadi szerepálma volt ez a karakter, és nagyon nehezen viselte, hogy a Madáchban nem ő kapta meg.
A kaposvári Csiky Gergely Színház 1989-es előadásakor a dalszövegekhez Eörsi István új fordítást készített.
Magyarországon Tevje szerepét eljátszó színészek (1973-tól):

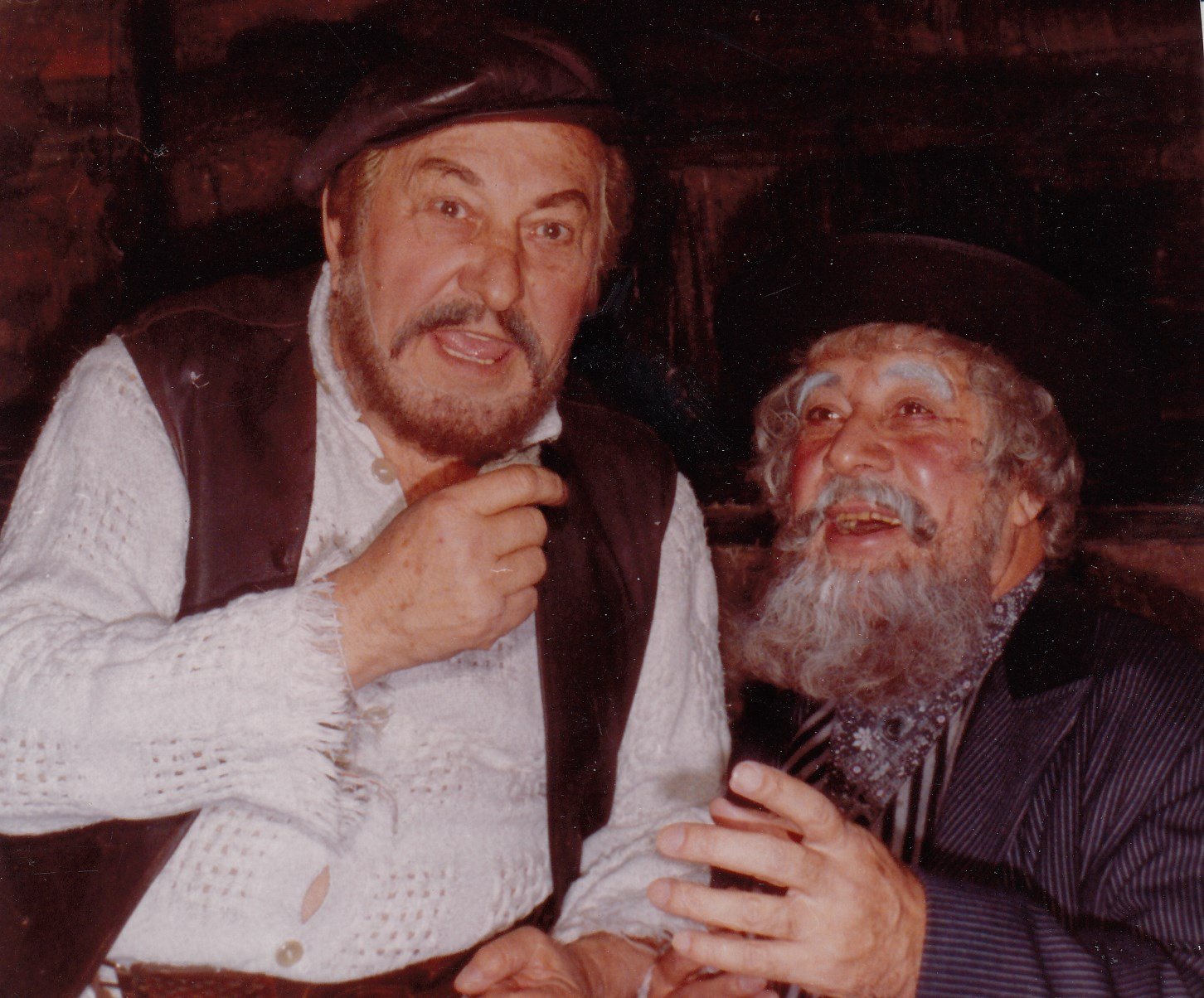
Bessenyei Ferenc a Mordchát alakító Mucsi Sándorral

- Bessenyei Ferenc (1973, 1985, 1992, Budapesti Operettszínház, rendezte: Vámos László)
- Király Levente / Gregor József (1986, Szegedi Nemzeti Színház, rendezte: Sándor János)
- Helyey László (1989, kaposvári Csiky Gergely Színház, rendezte: Bezerédi Zoltán)
- Hetey László (1992, Móricz Zsigmond Színház, Nyíregyháza, rendezte: Schlanger András)
- Bede-Fazekas Csaba (1993, 2003, Győri Nemzeti Színház, rendezte: Korcsmáros György)
- Dráfi Mátyás (1994, komáromi Jókai Színház, rendezte: Bor József)
- Huszti Péter / Dunai Tamás (1996, Madách Színház, rendezte: Kerényi Imre)
- Stenczer Béla (1997, Pécsi Nemzeti Színház, rendezte: Márta István)
- Szegedi Dezső (1997, Miskolci Nemzeti Színház, rendezte: Horváth Péter)
- Gregor József (1999, Szolnoki Szigligeti Színház, rendezte: Schwajda György; 2005 - Szegedi Nemzeti Színház, rendezte: Bal József)
- Kulka János (2000, Hevesi Sándor Színház, Zalaegerszeg, rendezte: Bagó Bertalan)
- Kozák András (2001, Vörösmarty Színház, Székesfehérvár, rendezte: Balázs Péter)
- Haumann Péter (2003, Agriai játékok, rendezte: Béres Attila)
- Nyirkó István / Vass Gábor (2003, Veszprémi Petőfi Színház, rendezte: Bor József)
- Zöld Csaba / Ömböli Pál (2004, Színház- és Filmművészeti Egyetem, rendezte: Kerényi Imre)
- Hegedűs D. Géza / Reviczky Gábor (2010, Vígszínház, rendezte: Eszenyi Enikő)[6]
- Gazdag Tibor (2014, Pannon Várszínház, rendezte: Vándorfi László)
- Stohl András (2017, Papp László Sportaréna, rendezte: Alföldi Róbert)[7][8][9]
- Görög László (2019, Miskolci Nemzeti Színház, rendezteː Béres Attila)[10]
- Földes Tamás / Dézsy Szabó Gábor / Homonnay Zsolt / Faragó András (2021, Budapesti Operettszínház, rendezte: Bozsik Yvette)
- Borovics Tamás (2023, Szegedi Nemzeti Színház, rendezte: Barnák László)
- Szabó Tibor (2023, Weöres Sándor Színház, rendezte. Horváth Csaba)
- Egyed Attila (2024, Vörösmarty Színház, rendezte: Telihay Péter)

Az eredeti előadásnak 1964-ben volt az ősbemutatója, a színház történetében az első musical, amelyet 3000 alkalommal adtak elő, és tíz éven át tartotta a rekordot a leghosszabb ideig futó Broadway-musicalek körében.
Rendkívül jövedelmező és elismert volt. Kilencszer nyerte meg a Tony-díjat, köztük a legjobb musical, zene, forgatókönyv, rendezés és koreográfia kategóriákban.
1971-ben rendkívül sikeres filmadaptáció készült belőle.
Gyakori választás volt iskolai, valamint közösségi produkciókban is.

## A magyar előadások szereplői

### 1973–1999
|                          | Budapesti Operettszínház (1973) | Budapesti Operettszínház (1985)  | Szegedi Nemzeti Színház (1986)                  | Csiky Gergely Színház (1989)            | Móricz Zsigmond Színház (1992) | Budapesti Operettszínház (1992) | Győri Nemzeti Színház (1993) | Komáromi Jókai Színház (1994)    | Madách Színház (1996)                                           | Pécsi Nemzeti Színház (1997) | Miskolci Nemzeti Színház (1997) | Szolnoki Szigligeti Színház (1999) |
| ------------------------ | ------------------------------- | -------------------------------- | ----------------------------------------------- | --------------------------------------- | ------------------------------ | ------------------------------- | ---------------------------- | -------------------------------- | --------------------------------------------------------------- | ---------------------------- | ------------------------------- | ---------------------------------- |
| Rendező                  | Vámos László                    | Vámos László                     | Sándor János                                    | Bezerédi Zoltán                         | Schlanger András               | Vámos László                    | Korcsmáros György            | Bor József                       | Kerényi Imre                                                    | Márta István                 | Horváth Péter                   | Schwajda György                    |
| Tevje                    | Bessenyei Ferenc                | Bessenyei Ferenc                 | Király Levente / Gregor József                  | Helyey László                           | Hetey László                   | Bessenyei Ferenc                | Bede-Fazekas Csaba           | Dráfi Mátyás                     | Dunai Tamás / Huszti Péter                                      | Stenczer Béla                | Szegedi Dezső                   | Gregor József                      |
| Golde                    | Petress Zsuzsa                  | Petress Zsuzsa                   | Kishonti Ildikó / Török Vera                    | Molnár Piroska                          | Szabó Tünde                    | Halász Aranka                   | Baranyai Ibolya              | Németh Ica                       | Almási Éva / Kiss Mari                                          | Füsti Molnár Éva             | Seres Ildikó                    | Törőcsik Mari                      |
| Cejtel                   | Halász Aranka                   | Halász Aranka / Udvarias Katalin | Markovits Bori / Udvarias Katalin / Janisch Éva | Magyar Éva                              | Pregitzer Fruzsina             | Udvarias Katalin                | Kiss Kati / Bank Zsuzsanna   | Stubendek Katalin                | Timkó Eszter                                                    | Gráf Csilla                  | Zborovszky Andrea               | Kertész Marcella                   |
| Hodel                    | Kovács Zsuzsa                   | Vári Zsuzsa / Oszvald Marika     | Vásári Mónika                                   | Varjú Olga                              | Orosz Anna                     | Vásári Mónika                   | Molnár Judit                 | Holocsy Krisztina                | Varga Klári                                                     | Bacskó Tünde                 | Kovács Vanda                    | Gregor Bernadett / Lugosi Claudia  |
| Chava                    | Várhegyi Teréz                  | Csongrádi Kata / Vásári Mónika   | Zsila Judit                                     | Csákányi Eszter                         | Gábos Katalin                  | Simonyi Krisztina               | Danyi Judit                  | Kiss Mariann                     | Haffner Anikó                                                   | Varga Erika                  | Major Melinda                   | Cseke Katinka                      |
| Sprince                  | Csongrádi Kata                  | Karádi Judit                     | Fehér Juli                                      | Karsai Edina                            | Sándor Júlia                   | Juhász Anikó                    | Noszlopy Judit               | Vincze Emőke / Chmelina Angelika | Faur Gabriella                                                  | Ó. Kovács Írisz              | Séra Melinda                    | Szent-Ivány Kinga                  |
| Bjelke                   | Oszvald Marika                  | Mayer Aranka                     | Kovács Magdolna                                 | Szűcs Ágnes                             | Csabai Judit                   | Élő Krisztina                   | Tolnay Cecília               | Németh Anna                      | Kuthy Patrícia                                                  | Fülöp Dominika               | Cseke Judit / Fellegi Zsófia    | Nádas Judit                        |
| Jente, házasságközvetítő | Fónay Márta                     | Fónay Márta                      | Raimondi Ildikó / Déry Mária                    | Pogány Judit                            | Máthé Eta                      | Fónay Márta                     | Bende Ildikó                 | Varsányi Mari                    | Békés Itala / Pásztor Erzsi                                     | Sólyom Katalin               | Horváth Zsuzsa                  | Szölöskei Tímea                    |
| Mótel, szabó             | Maros Gábor                     | Maros Gábor / Kokas László       | Turpinszky Béla                                 | Bal József                              | Juhász György                  | Kokas László                    | Vincze Gábor Péter           | Czajlik József                   | Kelemen István / Weil Róbert                                    | Újláb Tamás                  | Kardos Róbert                   | Vida Péter                         |
| Sandel, Mótel anyja      | Kardos Klári                    | Novák Ica                        | Bakay Klári                                     | Adorjáni Zsuzsa                         | Srankó Éva                     | Novák Ica                       | Kiss Bazsa                   |                                  | Bajza Viktória                                                  |                              | Bakos Katalin                   | Császár Gyöngyi                    |
| Perchik, diák            | Kertész Péter                   | Farkas Bálint / Szolnoki Tibor   | Bognár Zsolt                                    | Kelemen József                          | Szatmári György                | Farkas Bálint / Szolnoki Tibor  | Szikra József                | Mokos Attila                     | Crespo Rodrigo / Szűcs Gábor                                    | Lázár Balázs                 | Vida Péter                      | Petridisz Hrisztosz                |
| Lázár Wolf, mészáros     | Benkóczy Zoltán                 | Benkóczy Zoltán                  | Varga Károly / Bácskai János                    | Gyuricza István                         | Simor Ottó                     | Benkóczy Zoltán                 | Várday Zoltán                | Németh István                    | Vikidál Gyula                                                   | N. Szabó Sándor              | Puskás Tivadar                  | Ujlaky László                      |
| Mordcha, kocsmáros       | Mucsi Sándor                    | Mucsi Sándor                     | Bobor György                                    | Krum Ádám                               | Szigeti András                 | Mucsi Sándor / Varga Tibor      | Schwimmer János              | Pőthe István                     | Bognár Zsolt                                                    | Pilinczes József             | Pécskay Tibor                   | Magyar Tivadar                     |
| Rabbi                    | Siklós György                   | Latabár Kálmán                   | Rácz Imre                                       | Lugosi György                           | Bárány Frigyes                 | Pagonyi János                   | Györgyfi József              | Turner Zsigmond                  | Kis Endre / Némethy Ferenc                                      | Kovács Dénes                 | Csapó János                     | Czibulás Péter                     |
| Mendel, a Rabbi fia      | Levente Péter                   | Csere László                     | Szécsi László                                   | Lipics Zsolt                            | Bajzáth Péter                  | Csere László                    | Kőszegi N. József            | Kukola József                    | Csutka István                                                   | Beer György                  | Varga Péter                     | Deme Gábor                         |
| Avram, könyvárus         | Kiszely Lajos                   | Csanaki József / Kiszely Lajos   | Szántó Lajos                                    | Hunyadkürty György                      | Korcsmáros Gábor               | Csanaki József / Kiszely Lajos  | Török András                 | Ropog József                     | Barabás Kiss Zoltán / Galbenisz Tomasz                          | Rubind Péter                 | Masa Attila                     | Mészáros István                    |
| Náhum, koldus            | Horváth Dezső                   | Magasházy István                 | Bernátsky László                                | Dunai Károly                            | Petneházy Attila               | Magasházy István                | Bánkuti István               | Vörös Lajos                      | Juhász Jácint                                                   |                              | Nagy Iván                       | Horváth Gábor                      |
| Jászl, kalapos           | Fogarasi Endre                  | Fogarasi Endre                   | Papp Sándor                                     | Serf Egyed                              | Kováts István                  | Horváth Attila                  | Kiszner Levente              | Tóth Attila                      | Kis Endre                                                       |                              | Bodor László                    |                                    |
| Cejtel nagymama          | Mednyánszky Ági                 | Mednyánszky Ági                  | Füzesi Margit / Gulácsy Enikő                   | Pálfy Alice                             | Csiky Edit                     | Mednyánszky Ági                 | Balla Ica                    | Szentpétery Aranka               | Békés Itala / Pásztor Erzsi                                     | Takács Margit                | Máthé Éva                       | Sebestyén Éva                      |
| Fruma Sára               | Pogány Margit                   | Arányi Adrienn                   | Sziklai Ágnes                                   | Kristóf Katalin                         | Csorba Ilona                   | Arányi Adrienn                  | Förhécz Edit / Ludván Csilla | Cs. Tóth Erzsébet                | Bajza Viktória                                                  | Tadits Ágnes                 | Molnár Anna                     | Gombos Judit                       |
| Csendbiztos              | Hadics László                   | Hadics László                    | Jachinek Rudolf                                 | Tóth Béla                               | Gados Béla                     | Makay Sándor                    | Szűcs István                 | Bugár Béla                       | Horesnyi László                                                 | Fekete András                | Varga Gyula                     | Győry Emil                         |
| Fegyka                   | Henkel Gyula                    | Hidvégi Miklós / Bozsó József    | Somló Gábor                                     | Szalma Tamás                            | Várhelyi Dénes                 | Hidvégi Miklós / Bozsó József   | Jáger András                 | Bernáth Tamás                    | Barát Attila / Viczián Ottó                                     | Rázga Miklós                 | Hevér Gábor                     | Vasvári Csaba / Vincze Gábor Péter |
| Szása, Fegyka barátja    | Kisgergely József               |                                  |                                                 | Anger Zsolt                             | Venyige Sándor                 |                                 | Búzás Gábor                  | Pintér Tamás                     | Barát Attila / Hencz György                                     |                              | Lukács Gábor                    | Molnár László                      |
| Ráchel                   |                                 |                                  |                                                 |                                         |                                |                                 | Tóvizi Ilona                 | Benes Ildikó                     |                                                                 |                              |                                 |                                    |
| Orosz                    | Polónyi Gábor                   | Jankovits József / Virágh József |                                                 | Némedi Árpád / Tóth Géza / Tóth Richárd |                                | Mati György                     |                              |                                  |                                                                 |                              |                                 |                                    |
| Diákfiú                  | Hidvégi Miklós                  |                                  |                                                 |                                         |                                |                                 |                              |                                  | Dolmány Attila                                                  |                              |                                 |                                    |
| Diákfiú                  | Gáspár Antal                    |                                  |                                                 |                                         |                                |                                 |                              |                                  | Lacza Dávid                                                     |                              |                                 |                                    |
| Pópa                     | Gajdos Géza                     |                                  |                                                 | Gőz István                              |                                |                                 |                              |                                  | Kéry Gyula                                                      |                              |                                 |                                    |
| Hegedűs                  | Ladányi Árpád                   | Kulcsár Lajos                    |                                                 |                                         | Nagy Róbert                    | Kinkeris Róbert                 |                              | Tarics János                     | Illényi Katica                                                  |                              |                                 | Tallián Marianne                   |
| Ivan Poperollo           |                                 |                                  |                                                 | Csernák Árpád                           |                                |                                 |                              |                                  |                                                                 |                              |                                 |                                    |
| Misa                     |                                 |                                  |                                                 |                                         |                                |                                 |                              |                                  |                                                                 |                              |                                 | Zelei Gábor                        |
| Grisa                    |                                 |                                  |                                                 |                                         |                                |                                 |                              |                                  |                                                                 |                              |                                 | Damu Roland                        |
| Falusi férfiak           |                                 |                                  |                                                 | Veréb Judit                             |                                |                                 |                              |                                  | Bodor Tibor, Victor Gedeon, Veszelinov András, Virág Kis Ferenc |                              |                                 |                                    |
| Falusi asszonyok         |                                 |                                  |                                                 |                                         |                                |                                 |                              |                                  | Pádua Ildikó, Lelkes Ágnes                                      |                              |                                 |                                    |

### 2000–2019
|                          | Hevesi Sándor Színház (2000) | Vörösmarty Színház (2001) | Agria Játékok (2002, 2004) | Veszprémi Petőfi Színház (2003)      | Győri Nemzeti Színház (2003)    | Színház- és Filmművészeti Egyetem (2004) | Szegedi Nemzeti Színház (2005) | Vígszínház (2010)                                          | Pannon Várszínház (2014)            | Zikkurat Produkció (2017) | Miskolci Nemzeti Színház (2019)  |
| ------------------------ | ---------------------------- | ------------------------- | -------------------------- | ------------------------------------ | ------------------------------- | ---------------------------------------- | ------------------------------ | ---------------------------------------------------------- | ----------------------------------- | ------------------------- | -------------------------------- |
| Rendező                  | Bagó Bertalan                | Balázs Péter              | Béres Attila               | Bor József                           | Korcsmáros György               | Kerényi Imre                             | Bal József                     | Eszenyi Enikő                                              | Vándorfi László                     | Alföldi Róbert            | Béres Attila                     |
| Tevje                    | Kulka János                  | Kozák András              | Haumann Péter              | Nyirkó István / Vass Gábor           | Bede-Fazekas Csaba              | Zöld Csaba / Ömböli Pál                  | Gregor József                  | Hegedűs D. Géza / Reviczky Gábor                           | Gazdag Tibor                        | Stohl András              | Görög László                     |
| Golde                    | Egri Kati                    | Drahota Andrea            | Molnár Piroska             | Módri Györgyi                        | Szulák Andrea                   | Peller Anna                              | Fekete Gizi / Vajda Júlia      | Igó Éva / Halász Judit                                     | Pap Lívia                           | Éder Enikő                | Nádasy Erika                     |
| Cejtel                   | Tánczos Adrienn              | Závodszky Noémi           | Bozó Andrea                | Újhelyi Kinga                        | Lenner Karolina                 | Balogh Anna                              | Kocsis Judit                   | Láng Annamária / Járó Zsuzsa                               | Telegdi Kamilla / Göbölős Krisztina | Martinovics Dorina        | Mészöly Anna                     |
| Hodel                    | Pap Lujza                    | Szűcs Krisztina           | Bíró Eszter                | Halas Adelaida                       | Csonka Tünde                    | Holecskó Orsolya                         | Márkus Judit                   | Kovács Patrícia / Majsai Nyilas Tünde                      | Porzsolt Éva / Kiss Barbara         | Bánfalvi Eszter           | Czvikker Lilla                   |
| Chava                    | Borsos Beáta                 | Váradi Eszter Sára        | Papp Gabriella             | Borsos Beáta                         | Szina Kinga                     | Tompos Kátya                             | Papp Gabriella                 | Bata Éva                                                   | Staub Viktória                      | Sodró Eliza               | Prohászka Fanni                  |
| Sprince                  | Apró Anna                    | Bárd Noémi Polli          | Ágoston Katalin            | Rekedt Gréta                         | Czakó Julianna                  |                                          | Stefanik Kata                  | Ruzsik Katalin / Hegedűs Barbara / Gilicze Márta           | Krámer Juli                         | Pájer Alma Virág          | Krivácsi Vica Sára               |
| Bjelke                   | Keskeny Dóra                 | Szabó Judit               | Mezei Ágnes                |                                      | Béli Titanilla                  | Szegő Adrienn                            | Takács Veronika                | Andrádi Zsanett / Hegedűs Barbara                          | Kurdi Panni                         | Kornis Anna               | Krivácsi Vica Sára               |
| Jente, házasságközvetítő | Perjési Hilda                | Schubert Éva              | Saárossy Kinga             | Palásthy Bea                         | Bende Ildikó                    | Nádasi Veronika                          | Szilágyi Annamária             | Kútvölgyi Erzsébet / Pap Vera                              | Egyed Brigitta                      | Csákányi Eszter           | Molnár Anna                      |
| Mótel, szabó             | Hertelendy Attila            | Kovács Zoltán             | Mészáros Máté              |                                      | Vincze Gábor Péter              | Fila Balázs / Szemenyei János            | Gömöri Krisztián               | Szemenyei János / Józan László                             | Molnár Ervin                        | Szatory Dávid             | Farkas Sándor                    |
| Sandel, Mótel anyja      | Mester Edit                  | Zsurzs Kati               | Tatár Gabriella            |                                      | Látrányi Ilona / Tolnay Cecília |                                          |                                | Venczel Vera / Hullan Zsuzsa                               | Oravecz Edit                        | Misurák Tünde             |                                  |
| Perchik, diák            | Kiss Ernő                    | Kuna Károly               | Görög László               | Cservenák Vilmos / Mátyássy Szabolcs | Nagy Balázs                     | Nagy Sándor                              | Pataki Ferenc                  | Szőcs Artur / Wunderlich József                            | Keresztesi László                   | Bányai Kelemen Barna      | Koller Krisztián / Szőcs Artur   |
| Lázár Wolf, mészáros     | Wellmann György              | Matus György              | Csendes László             | Benczédi Sándor                      | Schwimmer János                 | Nagy Lóránt                              | Megyeri Zoltán                 | Fesztbaum Béla / Borbiczki Ferenc                          | Koscsisák András                    | Hevér Gábor               | Kincses Károly                   |
| Mordcha, kocsmáros       | György János                 | Szabó Gyula               | Venczel Valentin           | Máté P. Gábor                        | Szikra József                   | Zöld Csaba / Ömböli Pál                  | Szűcs Lajos                    | Rajhona Ádám / Gados Béla                                  | Farkas-Csányi Attila                | Lugosi György             | Hegedűs Richárd / Demeter Sándor |
| Rabbi                    | Gőz István                   | Bakody József             | Pálfi Zoltán               | Joós László                          | Györgyfi József                 | Posta Victor                             | Galkó Bence                    | Harkányi Endre                                             | Krámer György                       | Márton András             | Osváth Tibor                     |
| Mendel, a Rabbi fia      | Kelemen Zoltán               | Juhász Illés              | Rácz János                 | Deme Róbert                          | Mohácsi Attila                  | Kerényi Miklós Máté                      | Kiszely Zoltán                 | Géczi Zoltán                                               | Kiss Dávid                          | Patkós Márton             | Fűzi Attila                      |
| Avram, könyvárus         | Szakály Aurél                | Kozáry Ferenc             | Kelemen Csaba              | Csudai Csaba                         | Török András                    | Nagy Sándor                              | Gyuris Imre / Járai Máté       | Gyuriska János / Katona László / Lázár Balázs              | Lencsés Márton                      |                           | Visnyiczky Bence                 |
| Náhum, koldus            | Janklovics Péter             | Szűcs László              | Balogh András              | Lang Rudolf                          | Kelemen Zoltán                  | Fila Balázs / Szemenyei János            | Somló Gábor                    | Szemán Béla / Papp Dániel                                  | Punk Péter                          |                           | Wágner Gábor / Pataki Gábor      |
| Jászl, kalapos           |                              | Nagy Attila József        | Sata Árpád                 | Jenei Zoltán                         | Kiszner Levente                 |                                          | Piskolti László                | Molnár Áron / Medveczky Balázs                             | Magyar János                        |                           | Molnár Róbert                    |
| Cejtel nagymama          | Köves Dóra                   | Zsurzs Kati               | Ivády Erika                | Topolcsányi Laura                    | Tóvizi Ilona                    | Wégner Judit                             | Markovits Bori                 | Kútvölgyi Erzsébet / Pap Vera                              | Kovács Ágnes Magdolna               | Náray Erika               | Kerekes Valéria                  |
| Fruma Sára               | Kis Dóra                     |                           | Zám Andrea                 | Borsos Beáta                         | Fiala Lilla                     | Szegő Adrienn                            | Szonda Éva                     | Pápai Erika                                                | Egyed Brigitta                      | Tóth Gabriella            | Varga Andrea                     |
| Csendbiztos              | Kiss J. Csaba                | Téri Sándor               | Blaskó Balázs              | Háromszéki Péter                     | Szűcs István                    | Dolhai Attila                            | Szerémi Zoltán                 | Dengyel Iván                                               | Kiss T. István                      | Makranczi Zalán           | Kokics Péter                     |
| Fegyka                   | Rimóczi István               | Keller János              | Gál Kristóf                | Török Tivadar                        | Mesterházy Gyula                | Szőcs Artur                              | Boncz Ádám                     | Sarádi Zsolt                                               | Szelle Dávid                        | Fehér Tibor               | Somhegyi György                  |
| Szása, Fegyka barátja    |                              | Kárpáti Norbert           | Podlovics Lajos            |                                      | Pörneczi Attila                 |                                          |                                | Lajos András / Király Dániel                               | Horváth Bence                       |                           |                                  |
| Misa                     |                              |                           |                            |                                      | Takács Zoltán                   |                                          |                                |                                                            |                                     |                           |                                  |
| Egy orosz                |                              |                           |                            |                                      |                                 |                                          |                                |                                                            |                                     | Juhász Levente            |                                  |
| Diákfiú                  |                              |                           |                            |                                      |                                 |                                          |                                |                                                            |                                     |                           |                                  |
| Diákfiú                  |                              |                           |                            |                                      |                                 |                                          |                                |                                                            |                                     |                           |                                  |
| Pópa                     |                              |                           | Vókó János                 |                                      |                                 |                                          |                                |                                                            |                                     |                           |                                  |
| Hegedűs                  | Kató Balázs                  | Kneifel György            | Gazda Bence                |                                      | Laczó István                    |                                          | Varga Donát                    | Farkas Izsák / Szirtes Edina / Gombai Tamás / Dráfi Kálmán |                                     |                           | Gazda Bence                      |
| Ivan Poperollo           |                              |                           |                            |                                      |                                 |                                          |                                |                                                            |                                     |                           |                                  |
| Asszony                  |                              |                           |                            | Soltis Elonóra                       |                                 |                                          |                                | Kovács Martina, Bodor Böbe, Molnár Éva                     |                                     |                           |                                  |
| Ráchel                   |                              |                           |                            | Pap Katalin                          | Benedek Olga                    |                                          |                                |                                                            |                                     |                           |                                  |
| Férfi                    |                              |                           |                            |                                      |                                 |                                          |                                | Viszt Attila                                               |                                     |                           |                                  |

### 2020–
|                          | Budapesti Operettszínház (2021)                                                                              | Szegedi Nemzeti Színház (2023)        | Weöres Sándor Színház (2023) | Vörösmarty Színház (2025) | Csiky Gergely Színház (2025) | Csokonai Színház |
| ------------------------ | --- | ------------------------------------- | ---------------------------- | ------------------------- | ---------------------------- | ---------------- |
| Rendező                  | Bozsik Yvette                                                                                                | Barnák László                         | Horváth Csaba                | Telihay Péter             | Barnák László                | Halasi Dániel    |
| Tevje                    | Földes Tamás / Dézsy Szabó Gábor / Homonnay Zsolt / Faragó András                                            | Borovics Tamás                        | Szabó Tibor                  | Egyed Attila              | Seress Zoltán                |                  |
| Golde                    | Szulák Andrea / Kalocsai Zsuzsa / Janza Kata / Frankó Tünde                                                  | Szilágyi Annamária                    | Bálint Éva                   | Váradi Eszter Sára        | Mészáros Sára                |                  |
| Cejtel                   | Vágó Bernadett / Gubik Petra / Jenes Kitti / Haraszti Elvira / Dezső Ágota / Nagy-Jancsó Júlia / Vanya Noémi | Csorba Kata                           | Nagy-Bakonyi Boglárka        | Ballér Bianka             | Farkas Laura                 |                  |
| Hodel                    | Kardffy Aisha / Széles Flóra / Zavaros Anna / Szabó Cintia                                                   | Sziládi Hajna                         | Herman Flóra                 | Kiss Diána Magdolna       | Kaszás Csenge                |                  |
| Chava                    | Fekete-Kovács Veronika / Pacskó Dóra / Kelemen Fanni / Fogl Noémi                                            | Ács Petra                             | Mari Dorottya                | Ladányi Júlia             | Csapó Judit                  |                  |
| Sprince                  | Bujdosó Anna / Sautek Dóra / Kiss Eszter / Szalay Ágnes                                                      | Aradi-Szabó Anna / Szügyi Boglárka    |                              | Tyityán Zorka             | Kormos Anni Zsófia           |                  |
| Bjelke                   | Hortobágyi Brigitta / Hoffmann Zoé Virág / Rácz-Almási Vivien / Árki Lili Katalin                            | Kocsis-Hertelendy Janka / Novkov Míra | Csonka Szilvia               | Szarka Johanna            |                              |                  |
| Jente, házasságközvetítő | Oszvald Marika / Siménfalvy Ágota / Zsadon Andrea                                                            | Fekete Gizi                           | Nagy Cili                    | Závodszky Noémi           | Csonka Ibolya                |                  |
| Mótel Kamzojl, szabó     | Dénes Viktor / Kocsis Dénes / Bálint Ádám / Laki Péter                                                       | Szemenyei János / Károlyi Krisztián   | Gyulai-Zékány István         | Andrássy Máté             | Szép Domán                   |                  |
| Sandel, Mótel anyja      | Csengeri Ottília / Sz. Nagy Ildikó / Mirtse Réka                                                             | A. Szabó Adrienn                      | Németh Judit                 | Nagy Judit                | Német Mónika                 |                  |
| Perchik, diák            | Kerényi Miklós Máté / Pesák Ádám / Nagy Lóránt / Tassonyi Balázs / Tóth Norbert                              | Krausz Gergő                          | Hajdu Péter István           | Ionescu Raul              | Benedek Dániel               |                  |
| Lázár Wolf, mészáros     | Németh Attila / Magócs Ottó / Pálfalvy Attila / Kiss Zoltán                                                  | Pálfi Zoltán                          | Szerémi Zoltán               | Kricsár Kamill            | Szalma Tamás                 |                  |
| Mordcha, kocsmáros       | Kiss Zoltán / Jantyik Csaba / Balogh Bodor Attila                                                            | Judik Patrik                          | Orosz Róbert                 | Sarádi Zsolt              | Kósa Béla                    |                  |
| Rabbi                    | Csere László / Szolnoki Tibor / Bardóczy Attila                                                              | Rácz Tibor / Barnák László            | Domokos Zsolt                | Kelemen István            | Tóth Géza                    |                  |
| Mendel, a Rabbi fia      | Imre Roland / Altsach Gergely / Czikora István László                                                        | Poroszlay Kristóf                     | Antal D. Csaba               | Imre Krisztián            | Stefánszky István            |                  |
| Avram, könyvárus         | Angler Balázs / Petridisz Hrisztosz / Oláh Tibor                                                             | Büte László                           | Kelemen Zoltán               | Szabó Miklós Bence        |                              |                  |
| Náhum, koldus            | Vati Tamás / Gombai Szabolcs / Sík Milán                                                                     |                                       | Némedi Árpád                 | Rovó Tamás                |                              |                  |
| Jászl, kalapos           | Czeglédi Ákos / Pete Ádám / Görög Patrik                                                                     |                                       | Némedi Árpád                 |                           |                              |                  |
| Cejtel nagymama          | Frankó Tünde / Ullmann Zsuzsa / Vásári Mónika                                                                | Kismárton Ilona                       | Németh Judit                 | Németh Mariann            | Tóth Eleonóra                |                  |
| Fruma Sára               | Füredi Nikolett / Nádasi Veronika / Kékkovács Mara / Faragó Alexandra                                        | Vajda Júlia                           | Nagy Cili                    | Soltész Rita              | Gál Laura                    |                  |
| Csendbiztos              | Mészáros Árpád Zsolt / György-Rózsa Sándor / Miklós Attila / Szentmártoni Norman                             | Szegezdi Róbert                       | Horváth Ákos                 | Juhász Illés              | Kisari Zalán                 |                  |
| Fegyka                   | Tarlós Ferenc / Pál Péter / Vígh Gergő / Wéber Tamás Bence / Antalovics Péter                                | Rédei Roland                          | Sipos László Márk            | Krisztik Csaba            | Boros Bence                  |                  |
| Szása, Fegyka barátja    | Laki Péter / Erdős Attila / Cseh Dávid Péter                                                                 | Piskolti László                       | Balogh János                 | Illés Áron                |                              |                  |
| Hegedűs                  | Kis-Balbinat Ádám / Indrei Ábel / Dráfi Kálmán                                                               | Farkas Béla / Eszter Dávid            | Keller Dániel                | Rovó Tamás                | Verestóy Péter               |                  |

## Háttér
A hegedűs a háztetőn a Sólem Aléchem által írt Tóbiás,a tejesember átirata, melyben bemutatja jiddis nyelven az 1894-1914 között élő zsidók életét a cári Oroszországban. A darabhoz inspirációs forrásként szolgált még Mark Zborowski  és Elizabeth Herzog Life Is with People című műve is.
Alcheim írt egy drámai adaptációt a történetekről, de az a halála miatt befejezetlen maradt. Végül jiddis nyelven adták elő 1919-ben a Jidis Színházban, és 1930-ban film is készült belőle.
A befektetők és néhányan a médiában aggódtak, hogy a Hegedűs a háztetőn túlságosan zsidó ahhoz, hogy vonzza  a mainstream közönséget. Más kritikusok úgy vélték, hogy kulturálisan túl letisztult, és felületes; Philip Roth, a The New Yorker-ben, zsidó giccsnek (shtetl kitsch) nevezte. Például a helyi orosz tisztet szimpatikusnak ábrázolja, nem brutálisnak és kegyetlennek, mint ahogy Sholom Aleichem leírta. Aleichem történetében Tevje egyedül marad, mivel a felesége meghalt, és lányai szétszóródtak a világban. A Hegedűs a háztetőn befejezése azonban ennél pozitívabb képet fest, hiszen abban a család tagjai élnek, és együtt vándorolnak ki Amerikába.
Az előadás megtalálta a helyes utat, akkor is, ha nem teljesen autentikus, hogy hogyan legyen az egyik első népszerű ábrázolása az eltűnt világnak és a kelet-európai zsidóság történetének.
Az 1930-ban forgatott filmet Jerome Robbins rendezte és koreografálta.
Az író és Robbins elnevezték a művet Tevjének, valamint különböző festmények, pl. Marc Chagall: Zöld hegedűs (1924), a Le Mort (1924), Hegedűs (1912), inspirálták az eredeti díszlettervezést. Viszont a közhiedelemmel ellentétben a cím nem utal semmilyen konkrét festményre.
A forgatás korántsem volt konfliktusmentes, hiszen a próbák alatt az egyik sztár, a zsidó színész Zero Mostel sokat vitázott Robbinsszal, akit azért vetett meg, mert a rendező tanúskodott a House Un-American Activities Committee előtt és eltitkolta zsidó örökségét a nyilvánosság elől.
Más személyeknek is voltak vitái Robbinsszal, aki állítólag bántalmazta a tagokat, az őrületbe kergette őket, és feszült légkört teremtett az együttműködés ideje alatt.

## Szinopszis
- Helyszín: Anatevka, Orosz Birodalom
- Idő: 1905

### I. felvonás
Tevje egy szegény zsidó tejesember, akinek öt lánya van. Otthon a csípős nyelvű felesége, Golde és lányai Cejtel, Hódel, Chava, Shprintze és Bielke javában készülődnek a sábáti (Nyugalomnap) vacsorára. A falubeli kerítőnő, Jente érkezik, hogy elmondja Goldenek, hogy Lázár Wolf, a gazdag hentes, aki még Tevje-nél is idősebb, feleségül akarja venni Cejtelt, a legidősebb lányt. Egy szegény családból származó lánynak nincs lehetősége mást választani, mint Jente ajánlata, viszont Cejtel szerelemből akar házasodni, a gyerekkori barátjával, Mótellel, a szabóval.
Tevje kihordja a tejet, maga húzza a szekeret, mert a lova sánta. Megkérdezi Istent: Kinek fájna ha gazdag ember lennék ( „If I Were a Rich Man”-dal). A könyvárus híreket mond Tevjének a kinti világban folyó pogromokról és kitelepítésekről. Egy idegen, Percsik, hallja ezt a beszélgetést és megszidja őket, hogy nem tesznek mást, csak beszélgetnek. Tevje meghívja a férfit a sábáti vacsorára, és ételt és szobát ajánl cserébe, ha tanítja a két fiatal lányát.
Golde szól Tevjének hogy Lázár találkozni akar vele, de nem mondja el, hogy miért, mivel tudja, hogy a férje nem szereti azt. Cejtel fél, hogy Jente hamarabb talál férjet neki, minthogy Mótel megkéri a kezét az apjától, viszont Mótel fél Tevje dühétől, és a hagyomány azt mondja, hogy a kerítő kell házasságokat létrehozzon. Mótel nagyon szegény, és egy varrógépre gyűjt, mielőtt megszólítja Tevjét, mert meg akarja mutatni, hogy ebből el tudja tartani Cejtelt.
A család összegyűlt a Sábáti imára.
Sábát után, Tevje találkozik Lázárral a faluban egy italra, de azt hiszi, hogy a hentes a tehenét akarja megvenni tőle. Majd a nézeteltérés tisztázódik, Tevje beleegyezik a házasságba, mivel a lánya így soha nem fog hiányt szenvedni semmiben. Megünneplik Lázár sikerét, orosz fiatalokkal együtt. De ezalatt távol az ünneplőktől, valahol Oroszországban, a cár rendelkezik a zsidóság jövőjéről, ki kell űzni őket a birodalomból. A helyi rendőrkapitány figyelmezteti Tevjét, hogy jövő héten egy kis demonstrációt kell tartsanak, figyelmezteti, hiszen kedveli a zsidókat, de tehetetlen az erőszakkal és a paranccsal szemben.
Másnap reggel a másnapos Tevje már mérges, amiért lánya Lázárhoz megy feleségül. Mótel végre erőt vesz magán és megkéri az apjától Cejtel kezét, és megígéri hogy a lány nem fog éhezni mellette. Tevje felháborodik, hiszen ez sérti a hagyományt, de elcsodálkozik a szabó bátorságán és gerincességén. Némi lelkiismeretvizsgálat után, Tevje beleegyezik a házasságba, de fél, hogy hogyan mondja el a hírt a feleségének. Rémálmáról számol be neki, amiben megjelent Golde nagyanyja és Lázár felesége. Az utóbbi megfenyegeti, ha a házasság létrejön, balszerencse fogja érni őket.
A harmadik lányt Chavat néhány orosz fiatal zaklatja, de Fegyka megmenti, és ad neki egy könyvet, köztük így elkezdődik egy titkos kapcsolat.
Eljön Cejtel és Mótel esküvőjének napja, és az összes zsidó készül az ünnepségre. Percsik megtöri a hagyományt, miszerint egy férfi és egy nő nem táncolhat együtt, és felkéri Tevje lányát, Hódelt. Majd sokan követik példáját. Az ünnepségnek az oroszok vetnek véget, mert megtartják a demonstrációt, és szétrombolják az esküvőt, szétszakítják a nászajándékot, és megsebesítik Perchiket, aki nem hagyja magát, és sok kárt okoznak a faluban. Tevje megparancsolja a családjának, hogy takarítsanak ki.

### II. felvonás
Egy hónappal később Percsik elmondja Hódelnek, hogy Kijevbe kell mennie a forradalmon dolgozni. Megkéri a kezét, elmondja, hogy szereti, és hogy elutazik de majd utána küld valakit. Elmondják Tevje-nek hogy eljegyezték egymást. Felháborodik hogy megtörik a hagyományt és főként azon, hogy Percsik elmegy. Miután megtiltja az esküvőt, a fiatalok közlik, hogy nem az engedélyét kérik, hanem az áldását. Hosszas önvizsgálat után Tevje rájön, hogy a világ változik és muszáj neki is változnia. Áldását és engedélyét adja a jegyeseknek.
Tevje próbálja megmagyarázni a bámulatba eső Goldenek a történteket: „szerelem” mondták „ez az új divat”, és megkérdezi Goldet a saját házasságukról „Szeretsz engem” (Do You Love Me). Golde szerint buta kérdés, 25 éve házasok és van öt leányuk. Jente, a kerítő elmondja Cejtelnek, hogy Chavat Fegykával látta.
Hír érkezik, hogy Percsiket letartóztatták, száműzték Szibériába, és Hódel úgy dönt követi őt. A vasútállomáson elmondja az apjának, hogy az otthona ott van ahol a szerelme, de mindig is szeretni fogja a családját.
Az idő telik. Mótel beszerzett egy varrógépet. Cejtelnek és neki gyerekük született. Chava végül összeszedi a bátorságát, hogy megkérdezze apját, hogy összeházasodhat-e Fegykával. Tevje megint önvizsgálatot tart, de egy vegyes házasság nem elfogadható számára. Eltiltja Chavat Fegykától.
Golde híreket kap, hogy Chava elszökött, és titokban összeházasodott szerelmével. Később Chava visszatér és beszélni akar apjával, de az kijelenti, hogy a családjuk számára meghalt.
Közben pletykák terjednek a zsidóüldözésekről. A rendőrkapitány értesíti őket, hogy három napon belül el kell hagyniuk a falut.
A zsidók készülnek elhagyni a falut, Chava és Fegyka elmondja a családjának, hogy Krakkóba költöznek, bár maradhatnának, nem tudnak itt élni. Tevje nem beszél velük, de amikor Cejtel elbúcsúzik tőlük, Tevje utánuk kiáltja „Isten legyen veletek”. Mótel és Cejtel Lengyelországba megy, de az a tervük, hogy miután elég pénzt gyűjtenek, csatlakoznak a család többi részéhez. Tevje, Golde és a két legfiatalabb lányuk Amerikába menekül.
A hegedűs játszani kezd, és kikíséri őket a faluból.

## Dalok listája
| I. felvonás - Prologue: Tradition – Tevje és kórus - Matchmaker, Matchmaker – Cejtel, Hódel és Chava - If I Were a Rich Man – Tevje - Sabbath Prayer – Tevje, Golde, Company - To Life – Tevje, Lázár Wolf, orosz szólista és egy férfi - Tevje's Monologue – Tevje - Miracle of Miracles – Mótel - Tevje's Dream – Tevje, Golde, Grandma Cejtel, Rabbi, Fruma Sára és kórus - Sunrise, Sunset – Tevje, Golde, Percsik, Hódel és Company - The Bottle Dance – hangszeres játék | II. felvonás - Entr'acte – Orchestra - Now I Have Everything – Percsik és Hódel - Tevje's Rebuttal – Tevje - Do You Love Me? – Tevje és Golde - The Rumor/I Just Heard – Yente és a falusiak - Far From the Home I Love – Hódel - Chavaleh (Little Bird) – Tevje - Anatevka – a rendőrkapitány |

## Fő karakterek
- Tevje a szegény tejesember, öt lány apja
- Golde, Tevje csípős nyelvű felesége
- Cejtel, a legidősebb lány, 19 év körüli
- Hódel,a második lány, 17 év körüli
- Chava, a harmadik lány, 15 év körüli
- Mótel Kamzoil, a szegény szabó, aki szereti és később feleségül veszi Cejtelt
- Percsik, az újító aki a faluba jön és beleszeret Hódelba.
- Fegyka, fiatal orosz keresztény. Később Chava férje
- Lázár Wolf gazdag falusi mészáros
- Jente a kerítőnő
- Tzeitle nagymama, Golde halott nagymamája, aki megjelenik Tevje rémálmában
- Fruma Sára, Lázár Wolf halott felesége, aki megjelenik Tevje rémálmában
- Rabbi
- Csendbiztos

## Fordítás
Ez a szócikk részben vagy egészben  a   Fiddler on the Roof című angol Wikipédia-szócikk ezen változatának fordításán alapul.  Az eredeti cikk szerkesztőit annak laptörténete sorolja fel. Ez a jelzés csupán a megfogalmazás eredetét és a szerzői jogokat jelzi, nem szolgál a cikkben szereplő információk forrásmegjelöléseként.